# Покоївка (мінісеріал)
«Покоївка» (англ. Maid) — американський драматичний мінісеріал, знятий Моллі Сміт Метцлер на основі мемуарів Стефані Ленд «Покоївка: важка праця, низька оплата праці та воля матері вижити». Прем’єра відбулася 1 жовтня 2021 року на Netflix.

## Актори та персонажі

### Головні
- Марґарет Кволлі — Алекс, молода мама, яка залишає свого хлопця — емоційного ґвалтівника з дворічною донькою Медді і влаштовується працювати покоївкою
- Нік Робінсон — Шон, батько Медді, доньки Алекс[4]
- Аніка Ноні Роуз — Регіна, багата клієнтка Алекс
- Трейсі Вілар — Йоланда, шеф Алекс у Value Maids
- Біллі Берк — Хенк, відчужений батько Алекс
- Енді Макдавелл — Пола, мати Алекс

### Періодичні
- Райла Невай Віттет — Медді, жвава дворічна донька Алекс та Шона
- Ксав’є де Гузман — Ітан, найкращий друг Шона
- Раймонд Аблак — Нейт, знайомий Алекс із минулого
- BJ Harrison — Деніз, жінка, яка керує притулком для жертв домашнього насильства

### Запрошені зірки
- Еймі Карреро — Даніель, жінка, яка перебуває в тому ж притулку для жертв домашнього насильства, що і Алекс
- Можан Марно — Тара, адвокат Алекс
- Теодор Пеллерін — Вейн

## Епізоди
| № серії | Назва серії            | Режисер(и)      | Сценарист(и)                        | Оригінальна дата виходу | Код серії |
| ------- | ---------------------- | --------------- | ----------------------------------- | ----------------------- | --------- |
| 1       | «Крамниця низьких цін» | Джон Уеллс      | Моллі Сміт Метцлер                  | 1 жовтня 2021           | T13.22651 |
| 2       | «Поні»                 | Джон Уеллс      | Моллі Сміт Метцлер                  | 1 жовтня 2021           | T13.22652 |
| 3       | «Морське скло»         | Нзінгга Стюарт  | Маркус Ґардлі                       | 1 жовтня 2021           | T13.22653 |
| 4       | «Кашемір»              | Нзінгга Стюарт  | Ребекка Бранштеттер                 | 1 жовтня 2021           | T13.22654 |
| 5       | «Крадій»               | Ліла Нойгебауер | Колін Маккенна                      | 1 жовтня 2021           | T13.22655 |
| 6       | «М»                    | Хелен Шейвер    | Мішель Деніз Джексон                | 1 жовтня 2021           | T13.22656 |
| 7       | «Сирок»                | Хелен Шейвер    | Ребекка Бранштеттер                 | 1 жовтня 2021           | T13.22657 |
| 8       | «Полювання на ведмедя» | Квін Тран       | Маркус Гардлі та Моллі Сміт Метцлер | 1 жовтня 2021           | T13.22658 |
| 9       | «Небесна блакить»      | Джон Уеллс      | Колін Маккенна                      | 1 жовтня 2021           | T13.22659 |
| 10      | «Клацання»             | Джон Уеллс      | Моллі Сміт Метцлер                  | 1 жовтня 2021           | T13.22660 |

## Виробництво

### Розробка
20 листопада 2019 року Netflix замовив виробництво мінісеріалу на основі мемуарів-бестселера «Важка праця, низька оплата та бажання матері вижити», які написала Стефані Ленд та видав «Нью-Йорк таймс». Серіал створила Моллі Сміт Метцлер, яка також була виконавчим продюсером разом із Джоном Уеллсом, Ерін Джонтоу, Марго Роббі, Томом Акерлі, Бреттом Хедблом та Стефані Ленд. Компанії, залучені до знімання серіалу: John Wells Productions, LuckyChap Entertainment та Warner Bros. Television. Серед режисерів серіалу були Джон Уеллс, Нзінгга Стюарт, Ліла Нойгебауер, Хелен Шейвер та Квін «Q» Тран. Мінісеріал випустили 1 жовтня 2021 року.

### Кастинг
У серпні 2020 року Марґарет Кволлі та Ніка Робінсона обрали на головні ролі. 14 вересня Аніка Ноні Роуз приєдналася до акторського складу, а в жовтні до головних акторів доєдналися Енді Макдавелл, Трейсі Вілар та Біллі Берк. 25 листопада 2020 року до акторського складу в епізодичній ролі доєднався Ксав’є де Гузман. Еймі Карреро отримала роль Даніель, яка також пережила домашнє насильство і подружилася з Алекс, персонажем Марґарет Кволлі, у притулку для жінок.

### Знімання
Основне знімання мінісеріалу розпочалося 28 вересня 2020 року і завершилося 9 квітня 2021 року у Вікторії, Британська Колумбія.

## Реакція
На агрегаторі рецензій Rotten Tomatoes «Покоївка» має рейтинг прийняття 96% із середнім рейтингом 8,4/10 на основі 28 відгуків критиків. Консенсус критиків вебсайту свідчить: «„Покоївка“ дуже уважно передає свою чутливу тему, аби створити драму, яку не завжди легко дивитися, але, безперечно, потужну, підкріплену видатною грою Марґарет Кволлі». Metacritic, який використовує середньозважену оцінку, присвоїв серіалу 82 бали зі 100 на основі 18 критиків, що свідчить про «загальне визнання».
Крістен Лопес з IndieWire дала серіалу оцінку «А» і написала: «Нам потрібно більше таких історій, і, беззаперечно, „Покоївка“ заслуговує всіх визнань». Алан Сепінволл, який переглядав серіал для рецензії від Rolling Stone, оцінив його у чотири з п'яти зірок і сказав: «Деякі епізоди серіалу важко пережити навмисно, проте шоу на диво цікаве для перегляду, враховуючи характер історії, а іноді навіть світле та чарівне. Велика частина цього — заслуга Кволлі, який грає на рівні зірок кіно».